# Bollywood (singolo)
Bollywood è il secondo singolo della cantautrice italiana Loredana Bertè che anticipa il diciassettesimo album in studio Manifesto.

## Descrizione
Il brano, che richiama una voglia di fare festa, è stato scritto dalla stessa Bertè insieme al leader dei Pinguini Tattici Nucleari, Riccardo Zanotti.

## Video musicale
Il video, pubblicato lo stesso giorno del singolo, rappresenta un cartone animato come il precedente Figlia di... creato nuovamente dai ConiglioViola ed è stato pubblicato attraverso il canale YouTube della Warner Music Italy.

## Tracce
Testi e musiche di Loredana Bertè, Giorgio Pesenti, Luca Chiaravalli e Riccardo Zanotti.
1. Bollywood – 2:58